# ماركوس بيترز
ماركوس بيترز (بالإنجليزية: Marcus Peters) هو لاعب كرة قدم أمريكية أمريكي، ولد في 9 يناير 1993 في أوكلاند في الولايات المتحدة.

## وصلات خارجية
- ماركوس بيترز على موقع إي إس بي إن.كوم (أن.أف.أل)3
- ماركوس بيترز على موقع مرجع كرة القدم المحترفة.كوم (الإنجليزية)
- ماركوس بيترز على موقع كلية كرة القدم في سبورتس رفرنس.كوم (الإنجليزية)